# 瓦房彝族苗族乡
瓦房彝族苗族乡是中华人民共和国云南省保山市隆阳区下辖的一个民族乡。

## 行政区划
瓦房彝族苗族乡下辖以下村级行政区划单位：
瓦房村、上寨村、梅兰山村、党东村、桂花村、水沟洼村、党西村、浪戛村、白龙井村、麦庄村、徐掌村、大陷坝村、油房村、保和村、瓦河村、水源村、喜坪村、干塘村和巴戛村。